# Old Romney
Old Romney es una parroquia civil y un pueblo del distrito de Folkestone and Hythe, en el condado de Kent (Inglaterra).

## Geografía
Según la Oficina Nacional de Estadística británica, Old Romney tiene una superficie de 23,26 km².

## Demografía
Según el censo de 2001, Old Romney tenía 206 habitantes (51,94% varones, 48,06% mujeres) y una densidad de población de 8,86 hab/km². El 20,39% eran menores de 16 años, el 71,36% tenían entre 16 y 74 y el 8,25% eran mayores de 74. La media de edad era de 39,33 años. Del total de habitantes con 16 o más años, el 21,95% estaban solteros, el 58,54% casados y el 19,51% divorciados o viudos.
El 95,17% de los habitantes eran originarios del Reino Unido. El resto de países europeos englobaban al 1,45% de la población, mientras que el 3,38% había nacido en cualquier otro lugar. Según su grupo étnico, el 98,54% eran blancos y el 1,46% asiáticos. El cristianismo era profesado por el 83,01%, mientras que el 14,56% no eran religiosos y el 2,43% no marcaron ninguna opción en el censo.
104 habitantes eran económicamente activos, 95 de ellos (91,35%) empleados y 9 (8,65%) desempleados. Había 80 hogares con residentes y ninguno vacío.